# Christopher Walken
Christopher Walken, właśc. Ronald Christopher Walken (ur. 31 marca 1943 w Nowym Jorku) – amerykański aktor, reżyser i producent filmowy, także tancerz, piosenkarz i model. Zdobywca Oscara dla najlepszego aktora drugoplanowego w 1978, za rolę w Łowcy jeleni Michaela Cimino.

## Życiorys

### Wczesne lata
Urodził się w Queens w Nowym Jorku w rodzinie metodystów jako najmłodszy z trzech synów piekarza – emigranta z Niemiec, Paula Walkena – i emigrantki ze Szkocji, Rosalie (z domu Russell). Jego imię Ronald nadano mu na cześć aktora Ronalda Colmana.
W wieku trzech lat pojawiał się w katalogach jako dziecięcy model, był także w tle w komediowych skeczach takich komików jak Jerry Lewis, Steve Allen i Jackie Gleason. Wraz ze swoimi starszymi braćmi, Glennem i Kennethem, od najmłodszych lat uczęszczał na lekcje tańca. W 1961 ukończył Professional Children’s School na nowojorskim Manhattanie.

### Kariera
Edukację jako aktor i tancerz kontynuował w Hofstra University & ANTA w Hempstead, podczas gdy od czasu do czasu zastępował brata Glenna jako Mike Bauer w operze mydlanej CBS Guiding Light (The Guiding Light, 1954–1956). W 1959, jako 16-latek zadebiutował na Broadwayu – American National Theatre and Academy Theatre w roli Davida w uhonorowanej nagrodą Pulitzera sztuce Archibalda MacLeisha J.B. (1959), współczesny wersji Księgi Hioba. W pierwszych latach swojej kariery Walken występował w musicalach.
W 1966 za rolę Króla Filipa II w sztuce broadwayowskiej Lew w zimie zdobył nagrodę im. Clarence’a Derwenta. W 1967 jako Jack Hunter w dramacie Tatuowana róża Tennessee Williamsa odebrał nagrodę Theatre World Award. Zagrał reżysera w niezależnym filmie Roberta Franka Me and My Brother (1968). W serialu CBS Hawaii Five-O (1969) pojawił się jako patrol United States Navy Walt Kramer. W 1970 otrzymał nagrodę specjalną Drama Desk Award za kreację Alana w Lemon Sky w Playhouse Theatre.
Tytułowa postać w przedstawieniu Kid Champion przyniosła mu w 1975 nagrodę Obie. W Annie Hall (1977) Woody’ego Allena zagrał Duane’a Halla, neurotycznego brata tytułowej bohaterki (Diane Keaton). Za rolę żołnierza wyniszczonego psychicznie przez wojnę w Wietnamie w Łowcy jeleni (1978) Michaela Cimino otrzymał Oscara dla najlepszego aktora drugoplanowego.
Z racji swojej specyficznej urody z reguły był obsadzany w rolach psychopatów, szaleńców i ludzi pozostających na marginesie życia, np. jako lokalny gangster, młody nauczyciel zakochany w swojej koleżance w Martwej strefie (1983) Davida Cronenberga. Wcielił się w postać głównego antagonisty agenta 007 (w tej roli Roger Moore), niezwykle inteligentnego Maxa Zorina w filmie Zabójczy widok (1985). Równie często pokazywał się na ekranie jako filmowy czarny charakter; narkotykowy boss w Królu Nowego Jorku (1990) Abla Ferrary, nieuczciwy biznesmen w Powrocie Batmana (1992) Tima Burtona, Vincent Coccotti w Prawdziwym romansie (1993) Tony’ego Scotta, Kapitan Koons w Pulp Fiction (1994) Quentina Tarantino, Carlo Bartolucciego w Pokerowej zagrywce (1997) czy w tytułowej roli w Jeźdźcu bez głowy (1999) też wyreżyserowanym przez Burtona.
Nie stronił od ról, w których jest karykaturą samego siebie, tak jak w Rzeczy, które robisz w Denver, będąc martwym (1995). W 1997 został uhonorowany nagrodą Susan Stein Shiva Award za dokonania aktorskie w Public Theatre Josepha Pappa. W czarnej komedii 7 psychopatów (2012) wcielił się w jednego z członków nietypowej szajki, która zajmuje się porywaniem psów.
Stał się znany także z brawurowej sekwencji tanecznej w teledysku Fatboy Slima „Weapon of choice” (2000).

## Życie prywatne
W styczniu 1969 poślubił Georgianne Thon, reżyserkę castingu, tancerkę i asystentkę producenta.

## Filmografia

### Filmy fabularne
| Rok  | Tytuł                                                                                  | Rola                                       | Reżyser            |
| ---- | -------------------------------------------------------------------------------------- | ------------------------------------------ | ------------------ |
| 1966 | Boso w Atenach (Barefoot in Athens, TV)                                                | Lamprocles                                 | George Schaefer    |
| 1969 | Trzech muszkieterów (The Three Musketeers, TV)                                         | John Felton                                |                    |
| 1969 | Me and My Brother)                                                                     | Reżyser                                    | Robert Frank       |
| 1971 | Taśmy prawdy (The Anderson Tapes)                                                      | Dzieciak                                   | Sidney Lumet       |
| 1972 | The Happiness Cage                                                                     | Szeregowy James H. Reese                   | Bernard Girard     |
| 1975 | Valley Forge                                                                           | Hessian                                    | Fielder Cook       |
| 1976 | Następny przystanek Greenwich Village (Next Stop, Greenwich Village)                   | Robert                                     | Paul Mazursky      |
| 1977 | Annie Hall                                                                             | Duane Hall                                 | Woody Allen        |
| 1977 | Strażnik (The Sentinel)                                                                | Detektyw Rizzo                             | Michael Winner     |
| 1977 | Roseland                                                                               | Russel (The Hustle)                        | James Ivory        |
| 1978 | Łowca jeleni (The Deer Hunter)                                                         | Nikanor „Nick” Chevotarevich               | Michael Cimino     |
| 1978 | Shoot the Sun Down                                                                     | Pan Rainbow                                | David Leeds        |
| 1979 | Ostatni uścisk (Last Embrace)                                                          | Eckart                                     | Jonathan Demme     |
| 1980 | Psy wojny (The Dogs of War)                                                            | James „Jamie” Shannon                      | John Irvin         |
| 1980 | Wrota niebios (Heaven’s Gate)                                                          | Nathan D. Champion                         | Michael Cimino     |
| 1981 | Grosz z nieba (Pennies from Heaven)                                                    | Tom                                        | Herbert Ross       |
| 1983 | Możesz być kim chcesz ? (Who Am I This Time?)                                          | Harry Nash                                 | Jonathan Demme     |
| 1983 | Burza mózgów (Brainstorm)                                                              | Dr Michael Anthony Brace                   | Douglas Trumbull   |
| 1983 | Martwa strefa (The Dead Zone)                                                          | Johnny Smith                               | David Cronenberg   |
| 1985 | Zabójczy widok (A View to a Kill)                                                      | Max Zorin                                  | John Glen          |
| 1986 | W swoim kręgu (At Close Range)                                                         | Brad Whitewood Sr.                         | James Foley        |
| 1987 | Świadek wojny (Deadline)                                                               | Don Stevens                                | Nathaniel Gutman   |
| 1988 | Fasolowa wojna (The Milagro Beanfield War)                                             | Kyril Montana                              | Robert Redford     |
| 1988 | Biloxi Blues                                                                           | Sierżant Merwin J. Toomey                  | Mike Nichols       |
| 1988 | Swój chłopak (Homeboy)                                                                 | Wesley Pendergass                          | Michael Seresin    |
| 1988 | Kot w butach (Puss in Boots)                                                           | Kot w butach                               | Eugene Marner      |
| 1989 | Wspólnota (Communion)                                                                  | Louis Whitley Strieber                     | Philippe Mora      |
| 1990 | Pociecha od obcych (The Comfort of Strangers)                                          | Robert                                     | Paul Schrader      |
| 1990 | Król Nowego Jorku (King of New York)                                                   | Frank White                                | Abel Ferrara       |
| 1991 | Rodzina Sary. Anons (Sarah, Plain and Tall, TV)                                        | Jacob Witting                              | Glenn Jordan       |
| 1991 | McBain                                                                                 | Bobby McBain                               | James Glickenhaus  |
| 1992 | Obsesja (Mistress)                                                                     | Warren Zell                                | Barry Primus       |
| 1992 | Powrót Batmana (Batman Returns)                                                        | Max Shreck                                 | Tim Burton         |
| 1992 | Day of Atonement                                                                       | Pasco Meisner                              | Alexandre Arcady   |
| 1992 | W kręgu podejrzeń (All-American Murder)                                                | P.J. Decker                                | Anson Williams     |
| 1993 | Chybiony cel (Scam)                                                                    | Jack Shanks                                | John Flynn         |
| 1993 | Rodzina Sary. Skowronek (Skylark, TV)                                                  | Jacob Witting                              | Glenn Jordan       |
| 1993 | Prawdziwy romans (True Romance)                                                        | Vincenzo Coccotti                          | Tony Scott         |
| 1993 | Świat Wayne’a 2 (Wayne’s World 2)                                                      | Robert C. „Bobby” Cahn                     | Stephen Surjik     |
| 1994 | Pulp Fiction                                                                           | Kapitan Koons                              | Quentin Tarantino  |
| 1995 | Na żywo (Nick of Time)                                                                 | Pan Smith                                  | John Badham        |
| 1995 | Armia Boga (The Prophecy)                                                              | Gabriel                                    | Gregory Widen      |
| 1995 | Uzależnienie (The Addiction)                                                           | Peina                                      | Abel Ferrara       |
| 1995 | Smak ryzyka (Wild Side)                                                                | Bruno Buckingham                           | Donald Cammell     |
| 1995 | Ktoś tu kręci (Search and Destroy)                                                     | Kim Ulander                                | David Salle        |
| 1995 | Rzeczy, które robisz w Denver, będąc martwym (Things to Do in Denver when You’re Dead) | Człowiek z planem                          | Gary Fleder        |
| 1996 | Pogrzeb (The Funeral)                                                                  | Raimundo „Ray” Tempio                      | Abel Ferrara       |
| 1996 | Ostatni sprawiedliwy (Last Man Standing)                                               | Hickey                                     | Walter Hill        |
| 1996 | Celluloide                                                                             | Oficer USA Rod Geiger                      | Carlo Lizzani      |
| 1996 | Basquiat – Taniec ze śmiercią (Basquiat)                                               | prowadzący wywiad                          | Julian Schnabel    |
| 1997 | Polowanie na mysz (MouseHunt)                                                          | Caesar, eksterminator                      | Gore Verbinski     |
| 1997 | Pokerowa zagrywka (Suicide Kings)                                                      | szef mafii Carlo Bartolucci/Charlie Barret | Peter O’Fallon     |
| 1997 | Nadbagaż (Excess Baggage)                                                              | Raymond „Wujek Ray” Perkins, wujek Emily   | Marco Brambilla    |
| 1998 | Armia Boga II (The Prophecy II)                                                        | Gabriel                                    | Greg Spence        |
| 1998 | Illuminata                                                                             | Umberto Bevalaqua                          | John Turturro      |
| 1998 | New Rose Hotel                                                                         | Fox                                        | Abel Ferrara       |
| 1998 | Trans (Trance)                                                                         | Wujek Bill Ferriter                        | Michael Almereyda  |
| 1998 | Mrówka Z (Antz)                                                                        | Pułkownik Cutter (głos)                    | Eric Darnell       |
| 1999 | Jeździec bez głowy (Sleepy Hollow)                                                     | Jeździec                                   | Tim Burton         |
| 1999 | Kiss Toledo Goodbye                                                                    | Max                                        | Lyndon Chubbuck    |
| 1999 | Rodzina Sary: Anons (Sarah, Plain and Tall: Winter’s End, TV)                          | Jacob Witting                              | Glenn Jordan       |
| 1999 | Vendetta (TV-HBO)                                                                      | James Houston Thomas                       | Nicholas Meyer     |
| 1999 | Atomowy amant (Blast from the Past)                                                    | Calvin Webber                              | Hugh Wilson        |
| 2000 | Oportuniści (The Opportunists)                                                         | Victor „Vic” Kelly                         | Myles Connell      |
| 2001 | Armia Boga: Proroctwo (The Prophecy 3: The Ascent)                                     | Gabriel                                    | Patrick Lussier    |
| 2001 | Ulubieńcy Ameryki (America’s Sweethearts)                                              | Hal Weidmann                               | Joe Roth           |
| 2001 | Joe Dirt                                                                               | Anthony Benedetti/Clem Doore/Gert B. Frobe | Dennie Gordon      |
| 2001 | Afera naszyjnikowa (The Affair of the Necklace)                                        | Alessandro di Cagliostro                   | Charles Shyer      |
| 2001 | Złoty interes (Scotland, PA)                                                           | Lejtnant McDuff                            | Billy Morrissette  |
| 2001 | Popcorn Shrimp                                                                         | scenariusz, reżyseria                      | Christopher Walken |
| 2001 | Country Miśki (The Country Bears)                                                      | Reed Thimple                               | Peter Hastings     |
| 2001 | Jungle Juice                                                                           | Roy                                        | Tony Vitale        |
| 2002 | Złap mnie, jeśli potrafisz (Catch Me If You Can)                                       | Frank William Abagnale Sr., ojciec Franka  | Steven Spielberg   |
| 2002 | Zakopana Betty (Plots with a View)                                                     | Frank Featherbed                           | Nick Hurran        |
| 2002 | Engine Trouble                                                                         | Rusty (głos)                               | Brad Barnes        |
| 2002 | Poolhall Junkies                                                                       | Wujek Mike Flynn                           | Mars Callahan      |
| 2003 | Kangur Jack (Kangaroo Jack)                                                            | Salvatore „Sal” Maggio                     | David McNally      |
| 2003 | Witajcie w dżungli (The Rundown/Welcome to the Jungle)                                 | Cornelius Bernard Hatcher                  | Peter Berg         |
| 2003 | Gigli                                                                                  | Detektyw Stanley Jacobellis                | Martin Brest       |
| 2004 | Zawiść (Envy)                                                                          | J-Man                                      | Barry Levinson     |
| 2004 | Żony ze Stepford (The Stepford Wives)                                                  | Mike Wellington                            | Frank Oz           |
| 2004 | Człowiek w ogniu (Man on Fire)                                                         | Paul Rayburn                               |                    |
| 2004 | Na zakręcie (Around the Bend )                                                         | Turner Lair                                | Jordan Roberts     |
| 2005 | Polowanie na druhny (Wedding Crashers)                                                 | Sekretarz William Cleary                   | David Dobkin       |
| 2005 | Domino                                                                                 | Mark Heiss                                 | Tony Scott         |
| 2006 | Romanse i papierosy (Romance & Cigarettes)                                             | Kuzyn Bo                                   | John Turturro      |
| 2006 | Klik: I robisz, co chcesz (Click)                                                      | Morty                                      | Frank Coraci       |
| 2006 | Człowiek roku (Man of the Year)                                                        | Jack Menken                                | Barry Levinson     |
| 2006 | Czarna magia (Fade to Black)                                                           | Agent CIA Brewster                         | Oliver Parker      |
| 2007 | Piłki z jajami (Balls of Fury)                                                         | Feng                                       | Robert Ben Garant  |
| 2007 | Lakier do włosów (Hairspray)                                                           | Wilbur Turnblad                            | Adam Shankman      |
| 2008 | Five Dollars a Day (zapisywane także jako $5 a Day)                                    | Nat Parker                                 | Nigel Cole         |
| 2009 | Plan prawie doskonały (The Maiden Heist)                                               | Roger Barlow                               | Peter Hewitt       |
| 2010 | Życie jak plaża (Life's a Beach)                                                       | Roy Callahan                               | Tony Vitale        |
| 2010 | Obywatel Brando (Citizen Brando)                                                       | Joe                                        | Ridha Behi         |
| 2011 | Zabić Irlandczyka (Kill the Irishman)                                                  | Alex 'Shondor' Birns                       | Jonathan Hensleigh |
| 2011 | Czarny koń (Dark Horse)                                                                | Jackie                                     | Todd Solondz       |
| 2012 | 7 psychopatów (Seven Psychopaths)                                                      | Hans Kieslowski                            | Martin McDonagh    |
| 2012 | Późny kwartet (A Late Quartet)                                                         | Peter Mitchell                             | Yaron Zilberman    |
| 2013 | Twardziele (Stand Up Guys)                                                             | Doc                                        | Fisher Stevens     |
| 2013 | The Power of Few                                                                       | Doke                                       | Leone Marucci      |
| 2013 | Gods Behaving Badlyt                                                                   | Zeus                                       | Marc Turtletaub    |
| 2014 | Jersey Boys (Chłopaki z Jersey)                                                        | Angelo „Gyp” DeCarlo                       | Clint Eastwood     |
| 2014 | Turks i Caicos (Turks & Caicos)                                                        | Curtis Pelissier                           | David Hare         |
| 2014 | Peter Pan Live!                                                                        | Kapitan Hak                                | Rob Ashford        |
| 2015 | When I Live My Life Over Again                                                         | Paul                                       | Robert Edwards     |
| 2015 | The Family Fang                                                                        | Caleb Fang                                 | Jason Bateman      |
| 2015 | Joe Dirt 2: Beautiful Loser                                                            | Anthony Benedetti/Clem Doore/Gert B. Frobe | Fred Wolf          |
| 2016 | Eddie zwany Orłem (Eddie the Eagle)                                                    | Warren Sharp                               | Dexter Fletcher    |
| 2016 | Księga dżungli (The Jungle Book)                                                       | Król Louie (głos)                          | Jon Favreau        |
| 2016 | Jak zostać kotem (Nine Lives)                                                          | Felix Grant                                | Barry Sonnenfeld   |
| 2017 | Bękarty (Father Figures)                                                               | doktor Walter Tinkler                      | Lawrence Sher      |
| 2024 | Diuna: Część druga                                                                     | Imperator Shaddam IV Corrino               | Denis Villeneuve   |

### Seriale TV
| Rok     | film fabularny/serial TV            | Rola                 |
| ------- | ----------------------------------- | -------------------- |
| 1954–56 | Guiding Light                       | Michael „Mike” Bauer |
| 1963    | Naked City                          | Chris Johannis       |
| 1970    | Hawaii Five-O                       | Walt Kramer          |
| 1977    | Kojak                               | Ben Wiley            |
| 2003    | Juliusz Cezar (Julius Caesar)       | Katon Młodszy        |
| 2014    | Piotruś Pan żyje! (Peter Pan Live!) | Kapitan Hook         |
| 2021    | The Outlaws                         | Frank Sheldon        |
| 2022    | Rozdzielenie                        | Burt                 |

### Gry wideo
| Rok  | Tytuł                      | Rola                    |
| ---- | -------------------------- | ----------------------- |
| 1996 | Ripper                     | Detektyw Vince Magnotta |
| 1996 | Privateer 2: The Darkening | David Hassan            |
| 2003 | True Crime: Streets of LA  | George                  |
| 2005 | True Crime: New York City  | Gabriel Whitting        |

### Teledyski
| Rok  | Tytuł              | Wykonawca   | Rola               |
| ---- | ------------------ | ----------- | ------------------ |
| 1993 | „Bad Girl”         | Madonna     | anioł stróż        |
| 1995 | „Breakin' Down”    | Skid Row    | Gabriel            |
| 2000 | „Weapon of Choice” | Fatboy Slim | także choreografia |

## Nagrody
| Rok  | Nagroda                                       | Kategoria                               | Film                              |
| ---- | --------------------------------------------- | --------------------------------------- | --------------------------------- |
| 1979 | Nagroda Akademii Filmowej                     | Najlepszy aktor drugoplanowy            | Łowca jeleni (1978)               |
| 1997 | Malaga International Week of Fantastic Cinema | Wyróżnienie specjalne                   | Uzależnienie (1995)               |
| 2003 | Nagroda BAFTA                                 | Najlepszy aktor drugoplanowy            | Złap mnie, jeśli potrafisz (2002) |
| 2003 | Nagroda Gildii Aktorów Ekranowych             | Najlepszy aktor drugoplanowy            | Złap mnie, jeśli potrafisz (2002) |
| 2004 | Festiwal Filmowy w Montrealu                  | Najlepszy aktor                         | Na zakręcie (2004)                |
| 2005 | Nagroda Satelita                              | Najlepszy aktor drugoplanowy w dramacie | Na zakręcie (2004)                |